# Марфа (Тексас)
Марфа (енгл. Marfa) град је у америчкој савезној држави Тексас. По попису становништва из 2010. у њему је живело 1.981 становника.

## Демографија
Према попису становништва из 2010. у граду је живело 1.981 становника, што је 140 (6,6%) становника мање него 2000. године.
| Група             | 2000.         | 2010.         |
| Белци             | 616 (29,0%)   | 595 (30,0%)   |
| Афроамериканци    | 6 (0,3%)      | 12 (0,6%)     |
| Азијати           | 1 (0,0%)      | 1 (0,1%)      |
| Хиспаноамериканци | 1.482 (69,9%) | 1.360 (68,7%) |
| Укупно            | 2.121         | 1.981         |